# Zobofora
Zobofora (em armênio: Ծոբոփոր; romaniz.: Tsobop’or/Tsop'op'or; em georgiano: კირდ-ვაჩისი-ჟევი; romaniz.: K'urd-Vachris-xevi; em árabe: Borchalu), segundo a Geografia de Ananias de Siracena (século VII), foi um gavar (cantão) da província de Gogarena, na Armênia.

## História

Armênia em 150. Gogarena situa-se ao norte

Segundo a tradição preservada por Moisés de Corene, Zobofora era apanágio dos descendentes de Guxar, nobre descendente de Haico. Entre 300-200 a.C., pertencia à Armênia orôntida ou estava entre a Armênia e a Ibéria farnabázida. Após 200 a.C., os artaxíadas da Armênia colocam-a na Marca Mósquia. No século I, foi tomada e colocada na Baixa Ibéria, no Ducado de Gardabani. No século II, retorna à Armênia arsácida, mas em 387 foi retomada pela Ibéria e os mirrânidas assumem. Em 813/830, era do Principado da Ibéria dos bagrátidas, mas ao longo do século IX foi reivindicada pela Armênia bagrátida.
Estava no vale do Berduji-Debede; Eremyan colocou-o entre os rios Xulaveri e Debede e cita como seu centro a fortaleza de Cobo ou Copo, cujas ruínas estão perto da estação de Sadacli. Tinha 450 quilômetros quadrados. Cyril Toumanoff achou que formava o núcleo de Gogarena com Cangarca, mas Robert H. Hewsen descarta essa possibilidade, pois segundo evidência extraída da obra de Ananias de Siracena, eles não eram contíguos.